# Горбачук Олександр Володимирович
Олександр Володимирович Горбачук (11 жовтня 1972 , Харків ) — український фехтувальник на шпагах, чемпіон та призер чемпіонатів Європи у командній шпазі.

## Життєпис
У 2000 році був єдиним українським шпажистом на Олімпійських іграх у Сіднеї. Після мінімальних перемог над кубинцем Нельсоном Лайолою (15:14) та німцем Йоргом Фідлером (9:8), поступився французу  Еріку Срекі (11:15).
У 2001 році здобув своє найбільше досягнення у кар'єрі, ставши чемпіоном Європи у командній шпазі. У подальшому також виграв срібну та бронзову медаль чемпіонатів Європи у командних змаганнях шпажистів. Незважаючи на ці досягнення, Горбачук програв конкуренцію за потрапляння до складу збірної України на Олімпійські ігри 2004 року в Афінах.
Після закінчення спортивної кар'єри почав працювати тренером. Отримав запрошення від Федерації фехтування Японії готувати чоловічу національну збірну шпажистів до домашніх Олімпійських ігор які мали відбутися у 2020 році. На самих змаганнях японська збірна була серед аутсайдерів, отримавши останній, дев'ятий номер посіву. Японці здолали збірну США (45:39), вийшовши у чвертьфіналі на головних фаворитів, збірну Франції. У напруженому поєдинку все вирішувалося останнім уколом, який завдав японський фехтувальник (45:44). У півфіналі вони впевнено здолали Південну Корею (45:38), а у фіналі збірну ОКР (45:36), несподівано ставши олімпійськими чемпіонами.